# Bobótszabadja
Bobótszabadja (szlovákul: Bobotská Lehota) Bobót településrésze, korábban önálló falu Szlovákiában, a Trencséni kerületben, a Trencséni járásban.

## Fekvése
Trencséntől 26 km-re délkeletre fekszik. Bobót déli részét alkotja.

## Története
A 18. század végén Vályi András így ír róla: „LEHOTA. Babot Lehota. Tót falu Trentsén Várm. földes Ura G. Illésházy Uraság, lakosai katolikusok, fekszik Zaj Ugrótzhoz egy mértföldnyire, határja ollyan mint Baboté.”
Fényes Elek 1851-ben kiadott geográfiai szótárában így ír a faluról: „Lehota (Babot), tót f., Trencsén vmegyében, 225 kath., 3 zsidó lak. F. u. a báni uradalom. Ut p. Trencsén.”
A trianoni békéig Trencsén vármegye Báni járásához tartozott.
1971-ben csatolták Bobóthoz.

## Népessége
1910-ben 368 szlovák lakosa volt.

## Lásd még
- Bobót